# أوفيلاس ملك مملكة قورينائية
أوفيلاس ملك مملكة قورينائية. (350 - 308 قبل الميلاد) كان جنديًا مقدونيًا وسياسيًا مقدونيًا قديمًا. ولد في بيلا في مقدونيا، وكان عضوًا في جيش حملة الإسكندر الأكبر في آسيا ، وعمل لاحقًا كمحافظ بطلمى لقليم قورينائية. (برقة حاليا ) في شرق ليبيا وكان والده يدعى سيلينوس.

## في الهند مع الإسكندر الأكبر
تم ذكر اسم أوفيلاس لأول مرة باعتباره قائد أسطول السفن ثلاثية المجاديف لأسطول الإسكندر الأكبر على نهر السند في 326 قبل الميلاد.

## حاكم قورينائية
بعد وفاة الإسكندر، ظل أوفيلاس مع بطليموس الأول سوتر ، الذي أرسله في عام 322 قبل الميلاد على رأس جيش كبير، للاستفادة من الحرب الأهلية التي اندلعت في برقة  هذا ما حققه بنجاح. بعد أن هزم تمامًا ثيمبرون والحزب الذي دعمه، ساعد في تأسيس السيطرة البطلمية على اقليم قورينائية برقة نفسها وتبعياتها. إن طابع النظام المؤيد للبطلمي في سيرين أو سيرينا أو قورينا مضاء بوثيقة دستورية مطولة من سيرين منقوشة محفوظة على حجر مازال تاريخه الدقيق محل خلاف.
بعد ان رجع من الحملة أصبح حكمآ لمملكة قورينائية نيابة عن بطليموس،وتزوج من يوريديس الأثينية من سلالة القائد ملتيادس، ويبدو أن أوفيلاس حافظ على علاقات ودية مع أثينا، واحتفظ بمنصبه من 309 ق.م حتى عام 308 ق.م. لم يذكر اسمه في الحساب الذي قدمه ديودور الصقلي من ثورة القيرانيين عام 313 قبل الميلاد، والتي قمعها بطليموس بسرعة.

## مقتله
في عام 308 عرض أغاثقلس ملك صقلية على أوفيلاس ملك مملكة قورينائية ان يكون حليفًا مفيدًا في حربه ضد القرطاجيين. من أجل كسبه وعد بأن يتنازل له عن أي غزوات قد تقوم بها قواتهم المشتركة في أفريقيا، مع الاحتفاظ لنفسه بحيازة صقلية فقط. على الرغم من كل العقبات الطبيعية التي عرضت نفسها على طريقه، فقد نجح في الوصول إلى الأراضي القرطاجية بعد مسيرة شاقة وخطيرة استمرت أكثر من شهرين. استقبله هناك أغاثقلس مع كل مظاهرة صداقة، ووقع الجيشان بالقرب من بعضهما البعض: ولكن لم يمر العديد من الأيام عندما خان أغاثقلس حليفه الجديد، وهاجم معسكر جيش مملكة قورينائية وقتل أوفيلاس نفسه، أما القوات القورينائية فانضمت إلى أغاثقلس بعد أن فقدت قائدها.
بعد وفاته بوقت انتقلت السلطة في مملكة قورينائية إلى ماجاسالذي أصبح حاكما للمقاطعة ثم ملكا عليها بعد استقلاله عن البطالمة 276 قبل الميلاد.